# Панамская болезнь
Панамская болезнь (или фузариозное увядание) — это болезнь, поражающая растения рода банан (Musa). Это болезнь увядания, вызываемая грибком Fusarium oxysporum f.sp. cubense (Foc). Возбудитель устойчив к известным фунгицидам, и борьба с ним ограничивается фитосанитарными мерами.
В 1950-х годах вспышка панамской болезни почти уничтожила коммерческое производство бананов Гро-Мишель, доминирующего тогда сорта бананов. Фузариозное увядание привело к огромным затратам и вынудило производителей перейти на другие, устойчивые к болезни, сорта. С 2010-х годов новая вспышка панамской болезни, вызванная штаммом Tropical Race 4 (TR4), поставила под угрозу производство банана Кавендиш, самого популярного на сегодняшний день сорта.

## Описание
Хотя плоды диких бананов (виды Musa) имеют крупные твёрдые семена, большинство съедобных бананов без косточек. Промышленные банановые растения размножаются бесполым путем, отводками корней. На корневищах симптомы болезни обычно не заметны, даже если растение заражено грибком, и это обычный путь распространения возбудителя. Болезнь также может распространяться через почву, проточную воду, сельскохозяйственные орудия или машины.
Панамская болезнь – одно из самых разрушительных заболеваний растений современности. Считается, что она появилась в Юго-Восточной Азии и впервые была описана в Австралии в 1876 году. Болезнь не привлекала широкого внимания до начала XX века, когда она начала серьёзно поражать выращивание бананов в Панаме и Коста-Рике. К 1950 году она распространилась на все регионы мира, производящие бананы, за исключением некоторых островов в южной части Тихого океана, Средиземноморье, Меланезии и Сомали.
Панамская болезнь поражает широкий спектр сортов бананов; однако наиболее известна ущербом, который нанесла одному сорту на первых экспортных плантациях. До 1960 года основным был сорт Гро-Мишель, он обеспечивал почти всю экспортную торговлю, и оказался восприимчивым к болезни, а использование уже зараженных корневищ при закладке новых плантаций привело к серьёзным и масштабным потерям. Некоторое свидетельство масштаба потерь демонстрирует полное уничтожение производства на 30 000 га плантаций в долине Улуа в Гондурасе в период с 1940-60 годах. В Суринаме производство на площади 4000 га прекратило деятельность в течение восьми лет, а в районе Кепос в Коста-Рике 6000 га было уничтожено за двенадцать лет. В целом грибковые заболевания, включая наиболее заметное Foc, исключительно важны для малых островных развивающихся государств.
К середине XX века устойчивые сорта подгруппы «Кавендиш» использовались в качестве замены «Гро-Мишель» в экспортной торговле. Какое-то время эти сорта действительно были устойчивыми и хорошо росли, а в некоторых районах стали сортами, на которых основан текущий экспорт. К сожалению, в некоторых районах выращивания в Восточном полушарии эти сорта пали жертвой TR4. Распространение этого заболевания на Западное полушарие было неизбежным, и действительно, в 2019 году оно было обнаружено в Колумбии. Это представляет собой серьёзную угрозу для производства, поскольку в настоящее время не существует приемлемых сортов-заменителей. Эксперты ожидают, что надзор за болезнями, комплексная борьба с вредителями, выведение устойчивых сортов и генная инженерия дадут достойные результаты. Этот вывод сделан на основе экономического анализа, в котором они рассматривались как инвестиции, в которые правительства и международные организации могут или не могут инвестировать. По их мнению, эти инвестиции будут приносить положительную доходность, взятую либо как чистую приведенную стоимость, либо как внутреннюю норму доходности.
В популярной прессе сообщалось, что вариант сорта под названием Formosana (GCTCV-218), разновидность тайваньского Кавендиша, имеет некоторую устойчивость к TR4, а также Molina et al 2009, хотя в 2015 году Ploetz придерживался мнения, что оно было оценено как не оказывающее никакого сопротивления вообще. «GCTCV-119» — ещё один тайваньский Кавендиш, используемый в коммерческих целях из-за его устойчивости к TR4.
Что ещё хуже, этот вариант возбудителя также поражает плантан ( Musa acuminata × balbisiana ), который является важным основным продуктом питания в тропических регионах мира. Средний американец съедает 26,2 фунта (12 кг) банана Кавендиш каждый год, и возникает вопрос, находится ли этот часто потребляемый фрукт на пути к исчезновению.
Помимо экспортной торговли, 85% производства бананов предназначено для местного потребления, и многие сорта, используемые для этой цели, также восприимчивы к инфекции.

## Распространение
Не все страны-производители бананов пострадали от вспышки панамской болезни. Тропический вид (Tropical Race 4, TR4) был впервые обнаружен на Тайване и оттуда быстро распространилась в Индонезию, Китай, Малайзию, Австралию и Филиппины. Заболевание было выявлено в Иордании в 2013 году Позже TR4 распространился во Вьетнам и Лаос, а также на Ближний Восток, о котором сообщалось в Пакистане и Ливане. В 2015 году болезнь распространилась на Африку, о чем неофициально было объявлено в Мозамбике и Омане. В августе 2019 года TR4 прибыл в Колумбию, страну в Латинской Америке, регион, в котором находятся крупнейшие в мире экспортеры бананов.
Заражение F. oxysporum f. sp.Cubense запускает механизмы самозащиты растения-хозяина, вызывая секрецию геля . После этого в сосудистых сосудах образуется тилоза, которая блокирует движение воды и питательных веществ к верхним частям растения. Кончики питающих корней являются начальным местом заражения, которое затем распространяется на корневище . Признаки заболевания наиболее заметны в виде темного пятна в месте соединения стелы с корой . По мере развития заболевания большие участки ксилемы приобретают красновато-коричневый цвет. Внешне самые старые листья начинают желтеть, часто наблюдается продольное расщепление нижней части наружных влагалищ псевдостебля . Листья начинают вянуть и могут коробиться у основания черешка. По мере прогрессирования болезни молодые листья поражаются, желтеют и мнутся, а весь полог начинает состоять из отмерших или отмирающих листьев. Симптомы фузариозного увядания листьев можно спутать с симптомами ксантомонадного увядания . У растений, пораженных фузариозом, пожелтение и увядание листьев обычно распространяется от более старых листьев к более молодым. Увядшие листья также могут сломаться на черешке и свисать с псевдостебля. У растений, пораженных ксантомонадой, увядание может начаться с любого листа, при этом зараженные листья имеют тенденцию ломаться по листовой пластинке.
Два внешних симптома помогают определить панамскую болезнь бананов:
- Синдром желтого листа, пожелтение края листьев, что со временем приводит к искривлению черешка.[1]
- Синдром зеленого листа, который встречается у некоторых сортов, характеризуется сохранением зеленого цвета листьев с последующим изгибом черешка, как при синдроме желтого листа. Внутри заболевание характеризуется изменением цвета сосудов. Это начинается в корнях и корневищах с пожелтения, которое переходит в красновато-коричневый цвет псевдостебля, поскольку патоген блокирует транспорт питательных веществ и воды в растении.[1][24]
- При продолжающемся заражении псевдостебель банана может расколоться, и со временем все растение погибнет.[1]

Внешние симптомы часто путают с симптомами бактериального увядания банана, но отличить эти два заболевания можно следующими способами:
- Фузариозное увядание протекает от старых листьев к более молодым, а бактериальное – наоборот.
- Фузариозное увядание не имеет симптомов на растущих почках или побегах, внутри растения нет видимых выделений, а также нет симптомов на плодах. Бактериальное увядание может характеризоваться деформированными или некротическими бутонами, бактериальной жидкостью внутри растения, а также гнилью и некрозом плодов.[24]

После заражения бананового растения выздоровление происходит редко, но если оно все же произойдет, любые новые появляющиеся побеги уже будут заражены и могут распространять болезнь, если их высадить.

## Классификация и диапазон хозяев
Fusarium oxysporum f.sp. cubense (Foc) — представитель видового комплекса Fusarium oxysporum, группы аскомицетовых грибков, имеющих морфологическое сходство. В зависимости от вида хозяина фитопатогенные грибки этого видового комплекса подразделяются примерно на 150 особых форм (formaespecialis, f.sp.). Fusarium oxysprorum f.sp. Cubense поражает в основном виды бананов (Musa). Особая форма кубенсе была разделена на четыре разных вида, каждый из которых поражает разные группы генотипов бананов.
- Вид 1 был причиной вспышки панамской болезни в 1960-х годах, которая уничтожила большую часть банановых плантаций Гро-Мишель в Центральной Америке. Помимо Гро-Мишеля, Вид 1 также атакует других членов геномной группы бананов AAB, включая Абаку, Макеньо, подгруппу Silk, подгруппу Pome, Pisang Awak, Ducasse и Lady Finger.[28] Сорта Кавендиш устойчивы к Виду 1.
- Вид 2 заражает кулинарные бананы с геномом ABB и подгруппой Bluggoe.[25]
- Вид 3, заражающий Геликонии spp. больше не считается патогенным для бананов[1] и был переименован в Fusarium oxysporum f.sp. геликонии.[25][29]
- Вид 4 является возбудителем нынешней вспышки панамской болезни, поскольку она патогенна для используемых в настоящее время сортов Кавендиш (геном ААА). Вид 4 далее подразделяется на тропический вид 4 (TR4) и субтропический вид 4 (STR4). Последний заражает только Кавендиш и восприимчивых видам 1 и 2 в условиях абиотического стресса.[30]

## В культуре
- Хит 1923 года Yes! We Have No Bananas был написан под влиянием дефицита бананов вследствие панамской болезни. Он часто вспоминается сегодня в связи с угрозой уничтожения бананов штаммом TR4